# Jüdische Wochenpost
Die Jüdische Wochenpost war eine deutschsprachige Wochenzeitung in Bielsko in Polnisch-Schlesien von 1934 bis 1939.

## Geschichte
Am 16. Februar 1934 erschien die erste Ausgabe der Jüdischen Wochenpost. Ihr Anliegen war es, Informationen über jüdisches Leben in Polnisch-Schlesien für deutschsprachige Juden zu geben. Berichtet wurde über politische und gesellschaftliche Ereignisse. Daneben gab es einen Wirtschaftsteil und einen über geistiges Leben und Kultur.
Die Zeitung erschien einmal wöchentlich.
Herausgeber waren Józef Malarz (bis Jg. 1, Nr. 7), R. Wolf Kornfeld (ab Jg. 1, Nr. 8), Filip  Pastor (ab Jg. 3, Nr. 4), A. Mohrer (ab Jg. 5, Nr. 9) und Filip Pastor (ab Jg. 6, Nr. 1).
Am 31. März 1939 erschien die letzte Ausgabe.